# Micah Christenson
Micah Makanamaikalani Christenson (Honolulu, 8 de maio de 1993) é um jogador de voleibol norte-americano que atua na posição de levantador.

## Carreira

### Clube
Christenson atuou no voleibol universitário pela Universidade do Sul da Califórnia, onde cursou biologia humana. Atuou profissionalmente pela primeira vez com o Cucine Lube Civitanova, clube da primeira divisão do campeonato italiano. Nas três temporadas em que atuou pelo clube de Treia, o havaiano conquistou o título do Campeonato Italiano e da Copa Itália na temporada 2016–17. Na temporada seguinte conquistou dois vice-campeonatos: a Liga dos Campeões da Europa e o Mundial de Clubes. Em 2018, assinou contrato com o Leo Shoes Modena, onde conquistou o título da Supercopa Italiana no referido ano.
Em 2021 o levantador foi apresentado como o novo reforço do russo Zenit Kazan, conquistando em sua estreia a Copa da Rússia de 2021.

### Seleção
A primeira atuação do levantador com a seleção americana foi no Campeonato Mundial Sub-17 em 2009. Em 2013 foi convocado para atuar na seleção profissional adulta para competir o Campeonato NORCECA, onde conquistou seu primeiro título da carreira, e a Copa dos Campeões, onde ficou na 5ª colocação. No ano seguinte conquistou o título da Liga Mundial de 2014, que ocorreu em Florença, Itália; na ocasião a seleção norte-americana derrotou a seleção brasileira por 3 sets a 1 com parciais de 31–29, 21–25, 25–20 e 25–23. Em 2016, representando seu país nos Jogos Olímpicos no Rio de Janeiro, conquistou a medalha de bronze ao derrotar a seleção russa pela disputa do terceiro lugar no pódio.
Em 2019, em seu país natal, conquistou o vice-campeonato na segunda edição da Liga das Nações, que ocorreu em Chicago. Em 2021, em sua segunda participação olímpica, ficou em 10º lugar após ficar na 5ª colocação do grupo B nos Jogos Olímpicos de Tóquio.

## Vida pessoal
O nome do meio de Micah Christenson é Makanamaikjalani, que significa “presente do céu”. Os pais de Christenson lhe deram esse nome porque sua mãe teve que se submeter a uma cirurgia enquanto estava grávida e não se sabia se ele sobreviveria.
Em 2016, o atleta casou-se com Brooke Fournier, no Havaí; juntos o casal têm dois filhos: Ezekiel, nascido em 2018, e Quinn, nascido em 2020.

## Títulos
Cucine Lube Civitanova
- Campeonato Italiano: 2016–17
- Copa Itália: 2016–17

Modena Volley
- Supercopa Italiana: 2018

Zenit Kazan
- Campeonato Russo: 2022–23
- Copa da Rússia: 2021, 2022
- Supercopa Russa: 2023, 2024

Seleção dos Estados Unidos
- Campeonato NORCECA Sub-21: 2010, 2012

## Clubes
| Anos      | Clube                  |
| --------- | ---------------------- |
| 2015–2018 | Cucine Lube Civitanova |
| 2018–2021 | Leo Shoes Modena       |
| 2021–     | Zenit Kazan            |

## Prêmios individuais
- 2013: Campeonato NORCECA – Melhor levantador e melhor saque
- 2015: Copa do Mundo – Melhor levantador
- 2017: Campeonato NORCECA – MVP
- 2018: Campeonato Mundial – Melhor levantador
- 2019: Liga das Nações – Melhor levantador
- 2019: Copa do Mundo – Melhor levantador
- 2022: Liga das Nações – Melhor levantador
- 2023: Liga das Nações – Melhor levantador
- 2023: Campeonato NORCECA – MVP